# Milch-Ewer

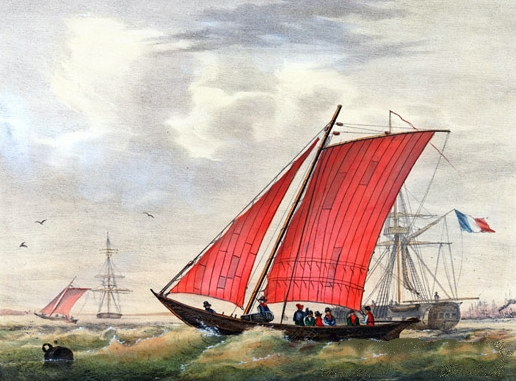
Milchewer auf der Elbe, 1839

Milch-Ewer, auch Melk-Ever genannt, waren flachbödige Segelschiffe mit Spitzgatt, mit denen vom 17. bis Ende des 19. Jahrhunderts  Milchprodukte aus der ländlichen Umgebung über Elbe und Alster in die Städte Hamburg und Altona transportiert wurden. Sie waren kleiner als zum Beispiel Fisch- oder Gemüse-Ewer, doch ansonsten in Form, Bauart und Takelung ähnlich. Auffällig waren ihre rötlich gefärbten Segel, bei denen es sich zumeist um ein viereckiges Schotsegel und eine Stagfock handelte.
Der steigende Milchbedarf der wachsenden Städte und die Überbauung und städtische Nutzung ehemaliger Weideflächen, wie zum Beispiel dem Grasbrook, führte am Anfang des 17. Jahrhunderts insbesondere in den nahegelegenen Marschen zu einem Ausbau der Weidewirtschaft. Erste Aufzeichnungen über den Transport mittels Milch-Ewer finden sich aus dem Jahr 1634, sie sind aufgenommen in den Rechnungsbüchern des Heiligengeisthospitals. Es handelte sich dabei um eine Rechnung an Claus den Milchführer aus dem Reiherstiege, der mit seinem Milch-Ewer am Waschsteg des Hospitals anlegte und dafür anderthalb Reichstaler zahlen sollte.
Die Ewer kamen aus Ortschaften, die in Tagesfahrt- und Rückfahrt-Entfernungen von Hamburg und Altona lagen. Das waren vor allem die Elbinseln am Reiherstieg, am Köhlbrand und Köhlfleet sowie der Süderelbe, insbesondere Wilhelmsburg, Moorburg und Altenwerder. Auch aus den Marschlanden und dem Seevetal südlich der Elbe, aus den Ortschaften Moorwerder, Over und Bullenhausen, ab dem 19. Jahrhundert auch Ochsenwerder, kamen Milchlieferungen per Schiff nach Hamburg. Der Anlandeplatz war die Fischerbrücke nahe dem Markt am Meßberg. Weitere Milchewer kamen die Alster herunter aus den damaligen Dörfern Eppendorf und Winterhude, sie legten am Westende des Jungfernstiegs an, um ihre Waren zu verkaufen. 1847 waren an der Alster 12 bis 16 regelmäßig verkehrende Milch-Ewer registriert. Für das Jahr 1863 sind insgesamt die Ankünfte von 12.000 Milchschiffen in Hamburg verzeichnet.
Die Milch-Ewer standen meist im Eigentum von Milchhändlern, die teilweise Eigentümer- und Beteiligungsgemeinschaften bildeten, den sogenannten Milch-Kompagnien. Oft wurden zusätzlich Gemüse und andere landwirtschaftliche Produkte geladen. Auf den Rückwegen konnten Reisende die Ewer zur Beförderung nutzen.
Mitte bis Ende des 19. Jahrhunderts änderten sich die Transportmöglichkeiten und die Verschiffung mittels Milch-Ewern ging zurück. So kauften die Moorburger Milchbauern 1862 einen eigenen Milchdampfer, die Moorburg, und bauten einen Landungsanleger. Im Oktober 1867 nahmen die Milchhändler aus dem oberen Elberaum den Dampfer Fortuna in Dienst. Die Milchbeförderung über die Alster wurde 1878 eingestellt. 